# سيمون كاروسو
بيترو كاروسو (بالإيطالية: Simone Caruso)‏ هو لاعب كرة قدم إيطالي، ولد في 9 سبتمبر 1994 في قطانية في إيطاليا. لعب مع نادي كاتانيا.

## وصلات خارجية
- سيمون كاروسو على موقع قاعدة بيانات كرة القدم.إي يو (الإنجليزية)
- سيمون كاروسو على موقع Soccerway.com (الإنجليزية)